# Блокировка мыслей
Блокиро́вка мы́слей (син.: шпе́ррунг — в немецкой литературе, от нем. Sperrung МФА: [ˈʃpɛʀʊŋ]о файле «блокировка, заклинивание»; барра́ж, от фр. barrage [baʁaʒ] «заграждение, закупорка», также закупорка мыслей, обрыв мыслей, остановка мышления, симптом перерыва мысли, психическая задержка) — временная приостановка умственной деятельности. К. Ясперс определяет расстройство как перерыв способности фиксировать впечатления и реагировать на них, наступающий без видимой причины. Пациенты внезапно перестают реагировать на происходящее, не отвечают на обращённую к ним речь, застывают в неподвижной позе, сознание при этом остаётся ясным. Болезненный эпизод длится от нескольких секунд до ряда минут и даже часов, затем умственная деятельность так же внезапно восстанавливается. Нередко наблюдается склонность к повторению психических задержек. У ряда пациентов сохраняется способность оценивать их как болезненное явление.
Следует отметить, что во время шперрунга нарушается способность понимать происходящее. Мыслительный процесс полностью блокируется, мыслей, по словам пациентов: «нет совсем», «мысли тают, бесследно исчезают ещё на подходе», «голова пустая, в ней плавают только обрывки мыслей», «от мыслей остаются только их обломки, тени». Одновременно нарушается способность действовать. Действия, совершаемые до этого, прерываются. Пациенты умолкают, останавливаются, застывают на одном месте или беспомощно озираются, крутят в руках предметы, как бы не понимая, для чего они нужны.
Стоит отличать шперрунг от абсанса — кратковременного выключения сознания при эпилепсии. В отличие от шперрунга, больной не осознаёт абсанс.
Многие авторы относят к шперрунгу и обрыв мысли. Вероятно, это разные степени одного и того же симптома, но обрыв мысли встречается значительно чаще и потому имеет большее диагностическое значение. Многие авторы отождествляют обрыв мысли и блокаду мышления, что подчёркивает близкий, родственный характер этих нарушений мышления.
Обрыв мысли. Обрыв мысли, депривация мыслей (от англ. deprivation — лишение, утрата), или, по П.Жане, «затмение ума» — внезапная и не связанная с влиянием каких-то объективных помех потеря нити мышления. Внешне проявляется неожиданным умолканием пациента и последующим нелогическим его переходом к другой какой-нибудь мысли. Обрыв мысли вынуждает пациентов маскировать этот провал памяти, переводить беседу в иную плоскость или на другую тему. Способность воспринимать, вспоминать и думать о чём-то другом не нарушается.
Субъективно переживается как мгновенная потеря нужной мысли, сопровождающаяся появлением лёгкой растерянности. Забывается, что было сказано в развитие этой мысли, а также то, что предполагалось сказать в её продолжение и окончание. Несмотря на активные попытки вспомнить забытое, сделать это обычно не удаётся. Позже забытая мысль всплывает в сознании сама по себе, так же внезапно, как исчезла.
Пример субъективного описания пациента:

Внезапно теряю мысль, как заклинивает. Напрочь забываю, что перед тем говорил и думал, что собирался сказать дальше. Всё происходит как-то неожиданно, в один момент — раз, и всё, вылетело из головы, как и не было. Бывает не по себе, неудобно перед собеседником, особенно если он замечает, что со мной что-то не то. Я могу в это время думать и говорить о чём-то другом, что я обычно и делаю. Но мне почему-то кажется очень важным вспомнить, на чём я споткнулся. Самому вспомнить не удаётся, иногда приходится спрашивать, о чём я говорил.

По одной из гипотез, блокировка мыслей обусловлена ускоренным развитием процесса торможения, благодаря которому ассоциативный поток на время прекращается.
Е.Блейлер описывает Шперрунг так: «Задержка представляет внезапную остановку психических процессов под влиянием действия аффекта; сама по себе она не патологична. И у здоровых некоторые аффекты могут остановить и мысль, и движение („экзаменационный ступор“, „аффективный ступор“). Поэтому мы можем встретить ясно выраженную задержку у нервных людей, особенно у истеричных. Там, где она обоснована психологически неудовлетворительно, обобщается, или слишком долго продолжается, там мы имеем право на основании этого симптома подозревать диагноз шизофрении».
Кроме того, блокировка мыслей может быть связана с внезапным выпадением цели рече-мыслительного акта.
В некоторых случаях люди с шизофренией факт остановки мышления могут объяснять как результат чужого воздействия («кража» мыслей или их «отнимание»). Блокировка мыслей с чувством их отнятия — симптом первого ранга шизофрении по Курту Шнайдеру.